# Inmigración británica en Argentina
La inmigración británica en Argentina es el asentamiento de población de origen inglés, galés, escocés y norirlandés en la República Argentina. Hoy Argentina posee una de las mayores comunidades de descendientes británicos de América Latina, con alrededor de 100.000 descendientes de británicos, de los cuales la mitad son descendientes de galeses.

## Historia

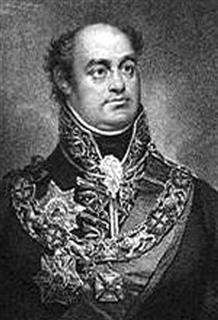
William Carr Beresford, comandante de la primera Invasión Inglesa.

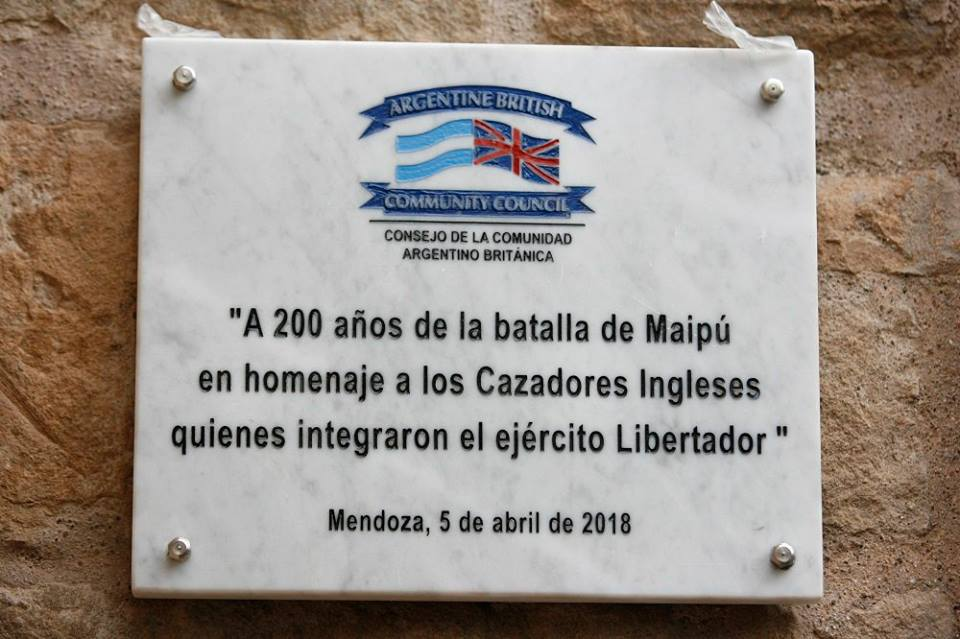
Placa de la comunidad británica de Argentina en homenaje a la contribución realizada por soldados británicos durante la lucha en favor de la independencia de Argentina.

Los primeros colonos británicos llegaron a Buenos Aires en 1806 (en ese entonces colonia española) con las invasiones inglesas del Río de la Plata. Tras ser derrotadas las tropas del Reino Unido de Gran Bretaña, muchos de los prisioneros se radicaron en el territorio argentino, unos lo hicieron voluntariamente por lo general casándose con jóvenes criollas, otros inicialmente fueron llevados prisioneros (por ejemplo, a Río Seco en el norte de Córdoba o a la ciudad de San Miguel de Tucumán) en donde luego decidieron afincarse. Los británicos a partir de ese acontecimiento, empezaron a llegar en pequeñas cantidades, en su mayoría hombres de negocios, cuando la Argentina era una nación emergente y los colonos fueron recibidos por la estabilidad que trajo a la vida comercial.
Hacia finales del siglo XIX y principios del XX, otra ola de inmigración británica se produjo a raíz de la construcción del ferrocarril en Argentina. Los británicos fueron quienes desarrollaron prácticamente en su totalidad el ferrocarril en territorio argentino, conectando vastas tierras del interior con la ciudad de Buenos Aires.

## Comunidades británicas

### Ingleses

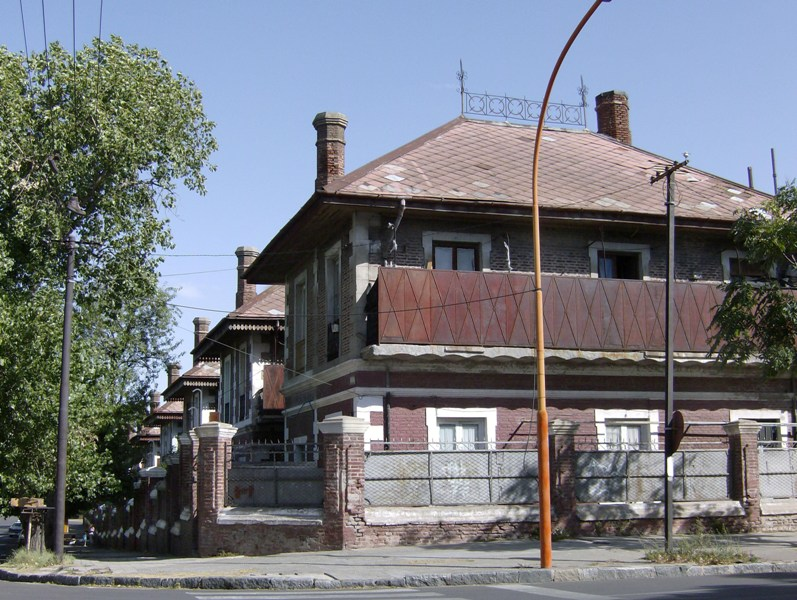
Casas de estilo inglés en el barrio Nueva Liverpool de Bahía Blanca.

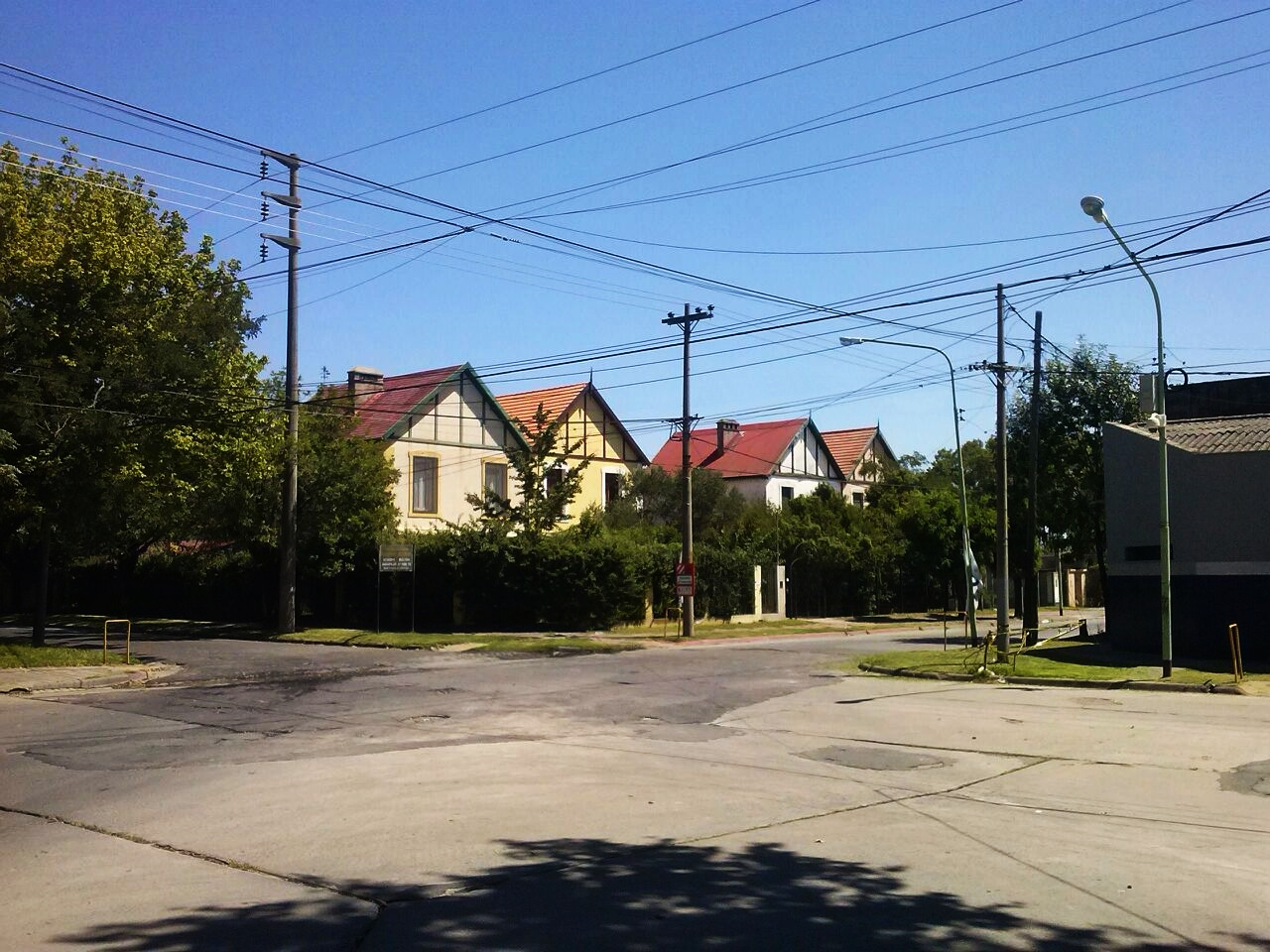
Entrada al Barrio Inglés de Campana.

Durante el siglo XIX progresaron y llegaron más familias inglesas quienes compraron la tierra para desarrollar el potencial de la pampa argentina para el cultivo a gran escala. Los bancos ingleses fundaron y desarrollaron el comercio de exportación de los cultivos y productos de animales importados y los lujos que la creciente clase media argentina buscaba.
Además de los que fueron a la Argentina como los industriales y los grandes terratenientes, otros se fueron como ingenieros ferroviarios, ingenieros civiles y para trabajar en la banca y el comercio. Otros fueron a convertirse en misioneros y balleneros, simplemente para buscar un futuro. Familias inglesas enviaron a los hijos menores, o lo que se describe como "la oveja negra de la familia", a la Argentina para hacer fortuna en el ganado y el trigo. Los colonos ingleses introdujeron el fútbol y el rugby a la Argentina. Algunas familias inglesas fueron propietarias de varias plantaciones de azúcar.

En la Patagonia la presencia de británicos de origen inglés hacia fines del siglo XIX ha sido interesante: los misioneros anglicanos  como Thomas Bridges sentaron bases en Tierra del Fuego, Antártida e Islas del Atlántico Sur. Posteriormente a su actividad misional, sus descendientes obtuvieron estancias dedicadas a la cría de ganado ovino. Casi paralelamente, a finales de la década de 1870, el entonces gobernador de Santa Cruz, Carlos María Moyano  se casaba con la kelper Ethel Turner, la cual por su parte era sobrina del administrador colonial británico establecido en las Malvinas; el matrimonio de Moyano con Ethel Turner facilitó la adquisición de grandes latifundios a súbditos británicos en la provincia de Santa Cruz. Otros de los sitios puntuales de establecimiento de ingleses en Argentina han sido o son desde fines del siglo XIX el barrio de Belgrano R en la hoy ciudad autónoma de Buenos Aires y en las localidades de las Sierras de Córdoba de La Cumbre y, especialmente, en Cruz Chica, tal inmigración desde fines de siglo XIX debiose al establecimiento de empleados de ferrocarriles de compañías británicas, del mismo modo aunque menos llamativamente es que parte del hoy casi céntrico barrio Pueyrredón fuera llamado durante gran parte del siglo XX "El Barrio Inglés" (V: Arturo L. Hughes # Del Barrio Inglés al Barrio Pueyrredón), aunque la familia Hughes es de linaje escocés gran parte de los que se establecieron en el barrio de la argentina ciudad de Córdoba se declaraba inglesa.

### Galeses

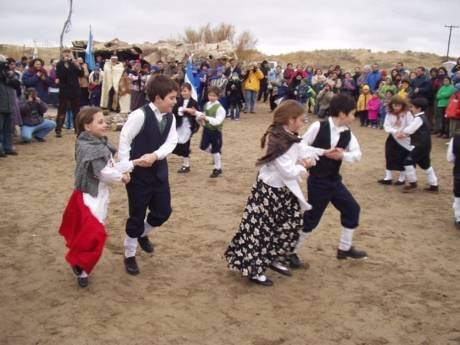
Niños galeses-argentinos. Buena parte de la población de la provincia del Chubut tiene orígenes galeses y mantienen vivas tanto las tradiciones como el idioma.

La colonia galesa o también llamada "Y Wladfa" es la comunidad que reside en el país gracias a la Colonización galesa en Argentina, que comenzó en 1865 y se produjeron principalmente en la costa de la provincia de Chubut, en la región del extremo sur de la Patagonia argentina. En el siglo XIX y principios del siglo XX, el gobierno argentino alentó la inmigración de europeos para poblar el país fuera de la región de Buenos Aires, entre 1856 y 1875 no menos de 34 asentamientos de inmigrantes de diversas nacionalidades se han establecido entre Santa Fe y Entre Ríos. Además de la principal colonia en Chubut, una colonia pequeña fue creada en Santa Fe por 44 personas que salieron de los galeses del Chubut, y otro grupo se instaló en Coronel Suárez en el sur de la provincia de Buenos Aires. A principios del siglo XXI, se estima que alrededor de 50.000 habitantes de la Patagonia son de origen galés. La comunidad galesa-argentina se centra alrededor de Gaiman, Trelew y Trevelin. A partir de la propia estimación de Chubut, el número de hablantes del idioma galés en la provincia es de unos 1.500, mientras que otros cálculos elevan el número a 5.000, convirtiéndolo en el segundo idioma más hablado de la provincia.
Los galeses han fundado varias ciudades argentinas, tales como Puerto Madryn, Trelew, Rawson, Trevelin, Dolavon, Gaiman, Sarmiento, Las Plumas, etc.

### Escoceses

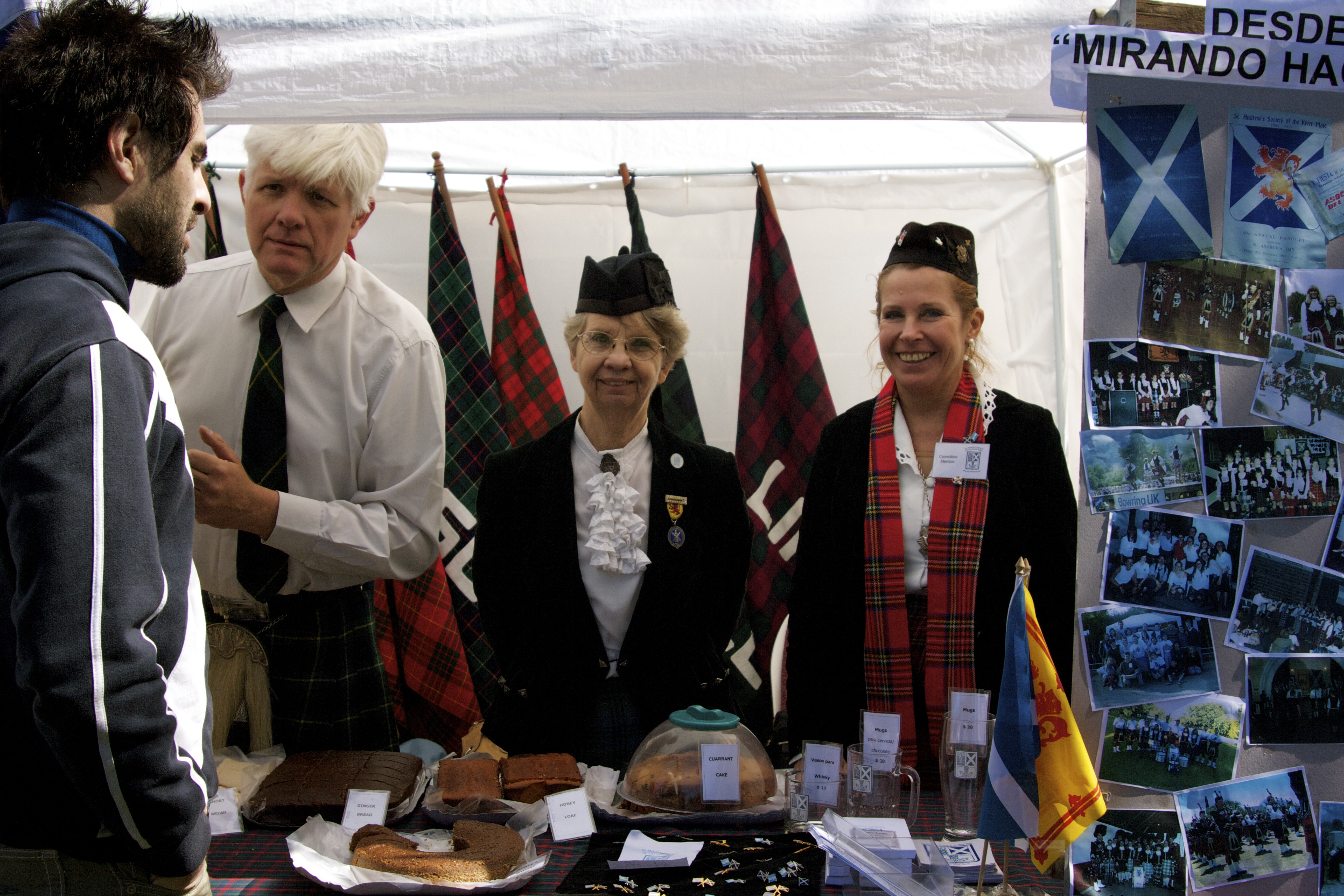
Escocia en el día del Inmigrante en Buenos Aires, 2010.

Argentina alberga la mayor comunidad escocesa  fuera de la angloesfera, es decir, es el país no-anglosajón con mayor cantidad de escoceses en el mundo. La primera mujer argentina en ganar un título de Doctor en Medicina fue Cecilia Grierson, de ascendencia escocesa. Un ejemplo ostensible de la importancia de la inmigración escocesa en Argentina es el de la ciudad cordobesa de Bell Ville originada en el s XIX a partir de una estancia cuyos propietarios eran la familia Bell, en el norte de la misma provincia de Córdoba se establecieron otros escoceses como los Ross, en cuanto a los Reynafé estos que llegaron a ser caudillos federales sus linajes eran tanto norirlandeses como escoceses y su apellido en inglés y scotts era "Queenfaith" apellido que por su parte era una anglificación del apellido gaélico «Kenefick» o «Kennefeaky».
El primer contingente de inmigración masiva de escoceses a la Argentina se produce durante el gobierno de Bernardino Rivadavia que provenìan de las zonas de los Ríos Doon y Nith, ese contingente que partió de Leith arribó a Buenos Aires en 1825 y se asentaron en lo que hoy es Llavallol. El grupo estaba formado por agricultores, médicos, agrimensores, constructores, arquitectos, artesanos y ganaderos: eran 43 matrimonios, 78 niños, 14 mujeres y 42 hombres solteros
Debido a la gran cantidad de escoceses que llegaron a la Argentina, varias de sus tradiciones han logrado arraigarse en cierto grado en la sociedad del país. Un ejemplo de ello, es el arraigo de costumbres y tradiciones celtas, como el idioma gaélico escocés. Ha habido clases de dicho idioma en Buenos Aires desde hace más de diez años dictadas por descendientes de escoceses. En la actualidad las clases son dictadas por el profesor Guillermo Santana MacKinlay, argentino de ascendencia escocesa.

### Malvinenses

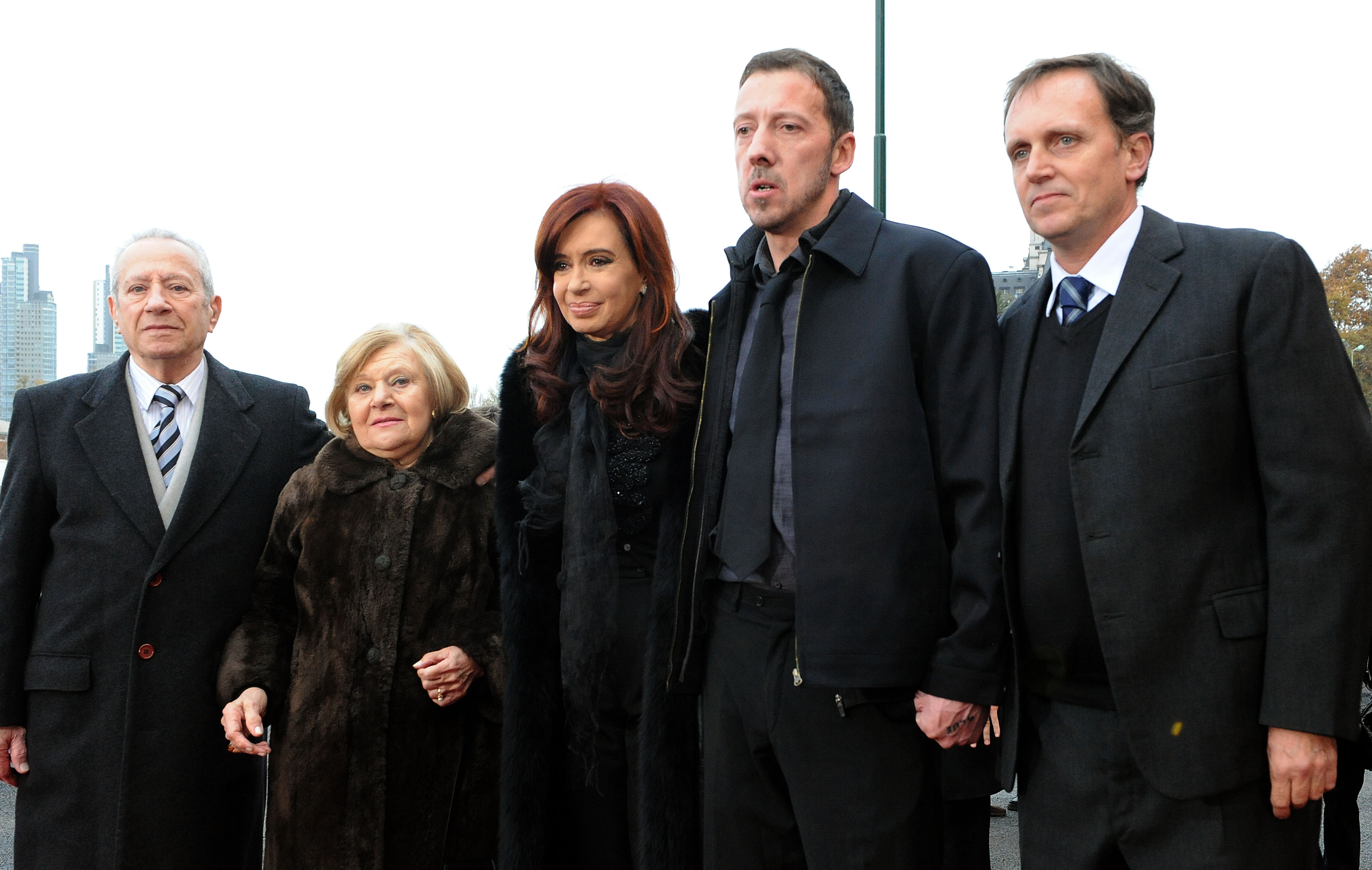
James Peck, isleño nacionalizado argentino, al lado de la entonces presidenta Cristina Fernández de Kirchner. Fue el primer malvinense en inscribir su partida de nacimiento en Tierra del Fuego.

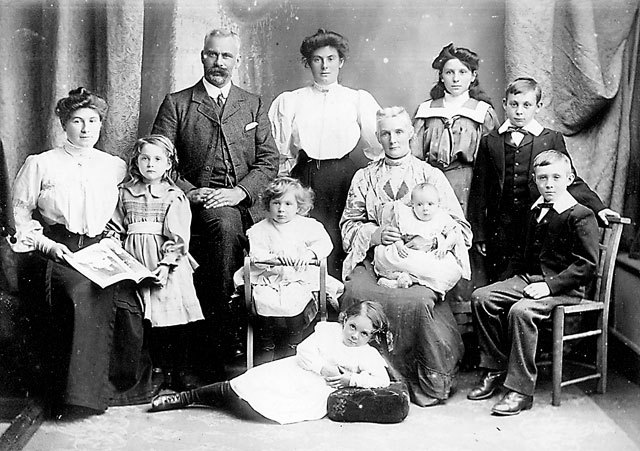
John Edward Rudd y Anne Mc Call (nacidos en Malvinas), fundadores de la estancia Cabo Buen Tiempo (en la provincia de Santa Cruz), con algunos de sus hijos, alrededor de 1900.

Los kelpers o malvinenses son en su mayoría descendientes de británicos (aproximadamente el 70 %), principalmente descendientes de galeses y escoceses asentados en el territorio desde la ocupación británica de 1833.
Según la legislación argentina, al establecer que las islas Malvinas «pertenecen al territorio nacional» (ver cuestión de las Islas Malvinas) y que las leyes sobre nacionalidad consideran argentinos a todos los que «nazcan en el territorio de la República», los isleños son, de iure, ciudadanos argentinos y pueden solicitar un certificado de nacimiento argentino, un Documento Nacional de Identidad y un pasaporte argentino, si así lo desean. Esto ha ocurrido con numerosos kelpers y sus descendientes, entre ellos Alejandro Betts, James Peck, James Douglas Lewis, Yolanda Bertrand, Soledad Rende, Derek Rozee, Ethel Turner, Pablo Betts (hijo de Alejandro), Juan Alejandro Reid, James Lewis, Frank Ushuaia Lewis, Juan Walker, Edward Shaw, Pedro Mc Leod, entre otros. Raúl Alfonsín, Nelson Daniel Gleadell y Ricardo Patterson son descendientes de malvinenses radicados en la Argentina continental. Algunos de ellos han tramitado sus documentos argentinos en Ushuaia, ya que debido a la ley nacional 26552 que estableció los límites de la provincia de Tierra del Fuego, Antártida e Islas del Atlántico Sur, las Malvinas forman parte de la misma, y a su vez, dentro del departamento Islas del Atlántico Sur. Algunos de ellos también participan junto con la delegación argentina ante el Comité de Descolonización de las Naciones Unidas.
El último malvinense hasta el momento en solicitar su Documento Nacional de Identidad argentino, y de esta forma, reafirmando la soberanía argentina sobre el archipiélago, fue Jamie Falkland Anderson en el año 2017.
En la provincia de Santa Cruz a finales del siglo XIX y a lo largo del siglo XX muchos malvinenses se asentaron en las estancias de cría de ovejas, principalmente como esquiladores y propietarios de campos o comercios, ayudando en el nacimiento de nuevos poblados y manteniendo vínculos entre las islas y el continente. Carlos María Moyano, primer gobernador del Territorio Nacional de Santa Cruz, se casó con una joven kelper. Los malvinenses también han dejado descendencia al casarse y tener hijos con argentinos. Hay descendientes de malvinenses de segunda y tercera generación habitando en Santa Cruz. En 2014, el Observatorio Patagónico sobre la Cuestión Malvinas comenzó a desarrollar el proyecto «Enlace Malvinas. Raíces del futuro», del que participan integrantes de familias de la Patagonia argentina que son descendientes de malvinenses para dar a conocer los lazos históricos y culturales que existen entre pobladores de la Patagonia y las Malvinas.

## Contribuciones

Porcentaje de inmigrantes británicos empadronados en el Tercer Censo de la República Argentina, llevado a cabo en 1914.

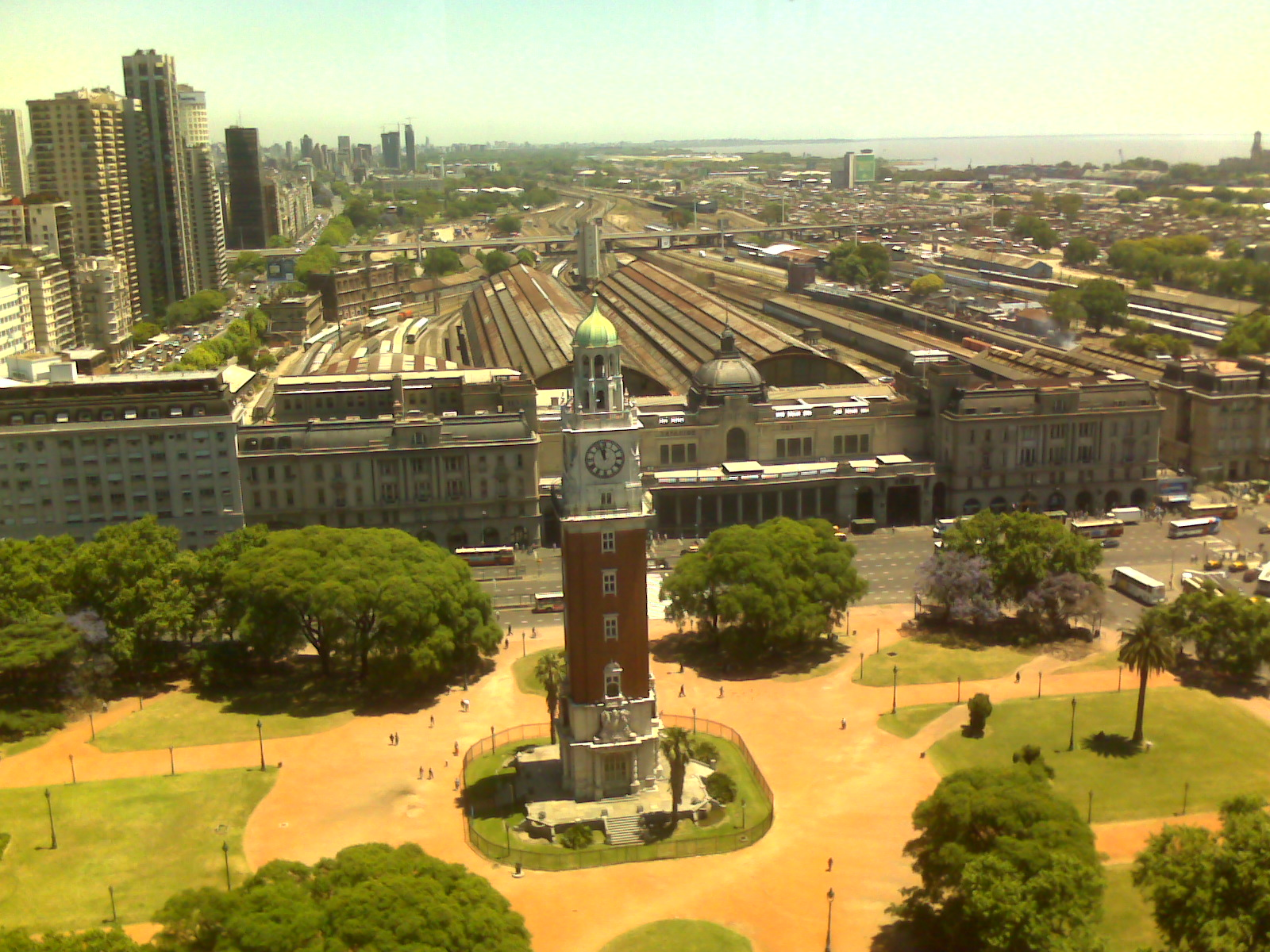
Torre Monumental o Torre de los ingleses en la Plaza Fuerza Aérea Argentina (antigua Plaza Británica) con la Estación Retiro Mitre en el fondo. Fue un obsequio de parte de los residentes británicos en Argentina para conmemorar el Centenario de la Revolución de Mayo.

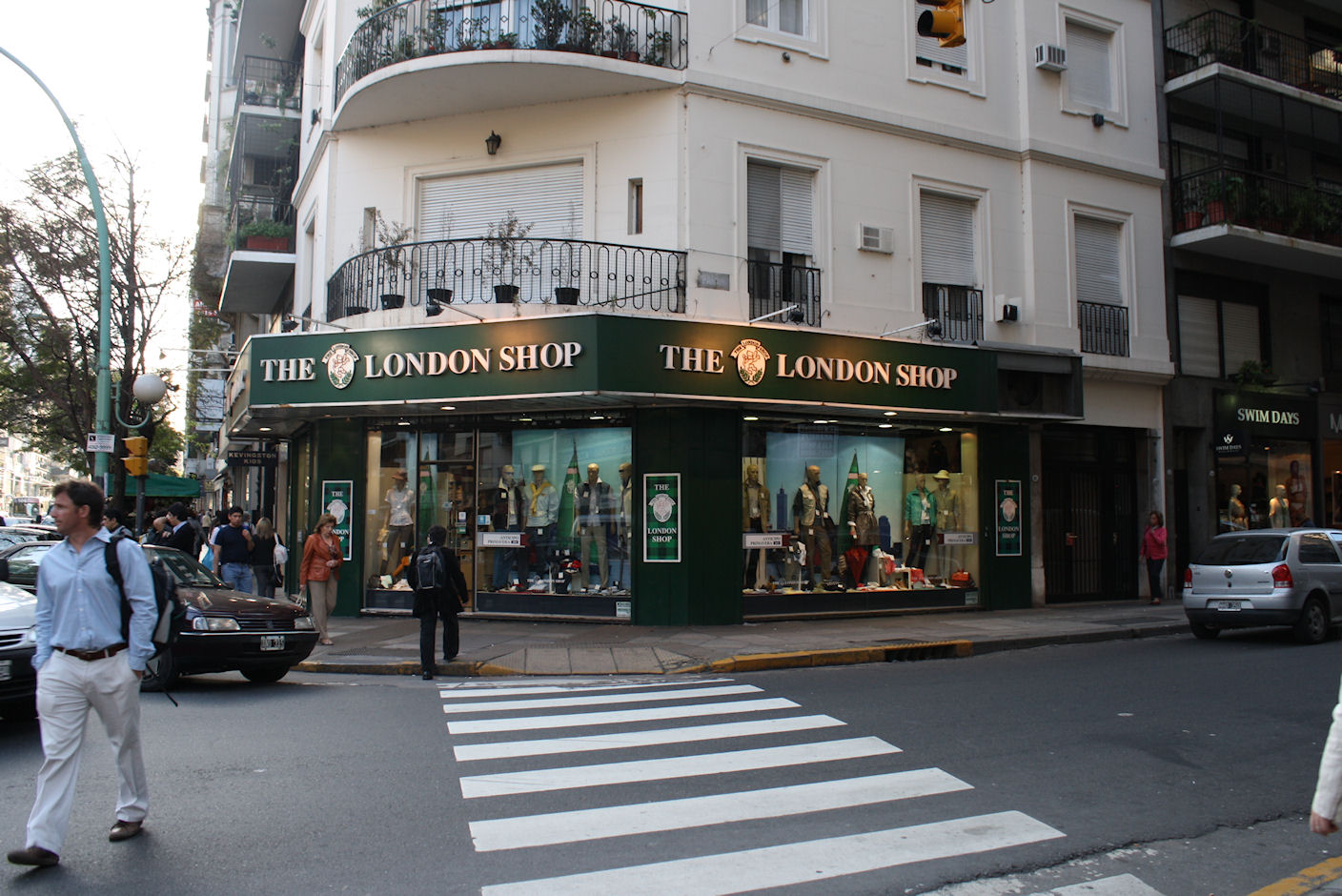
The London Shop en Recoleta, Buenos Aires.

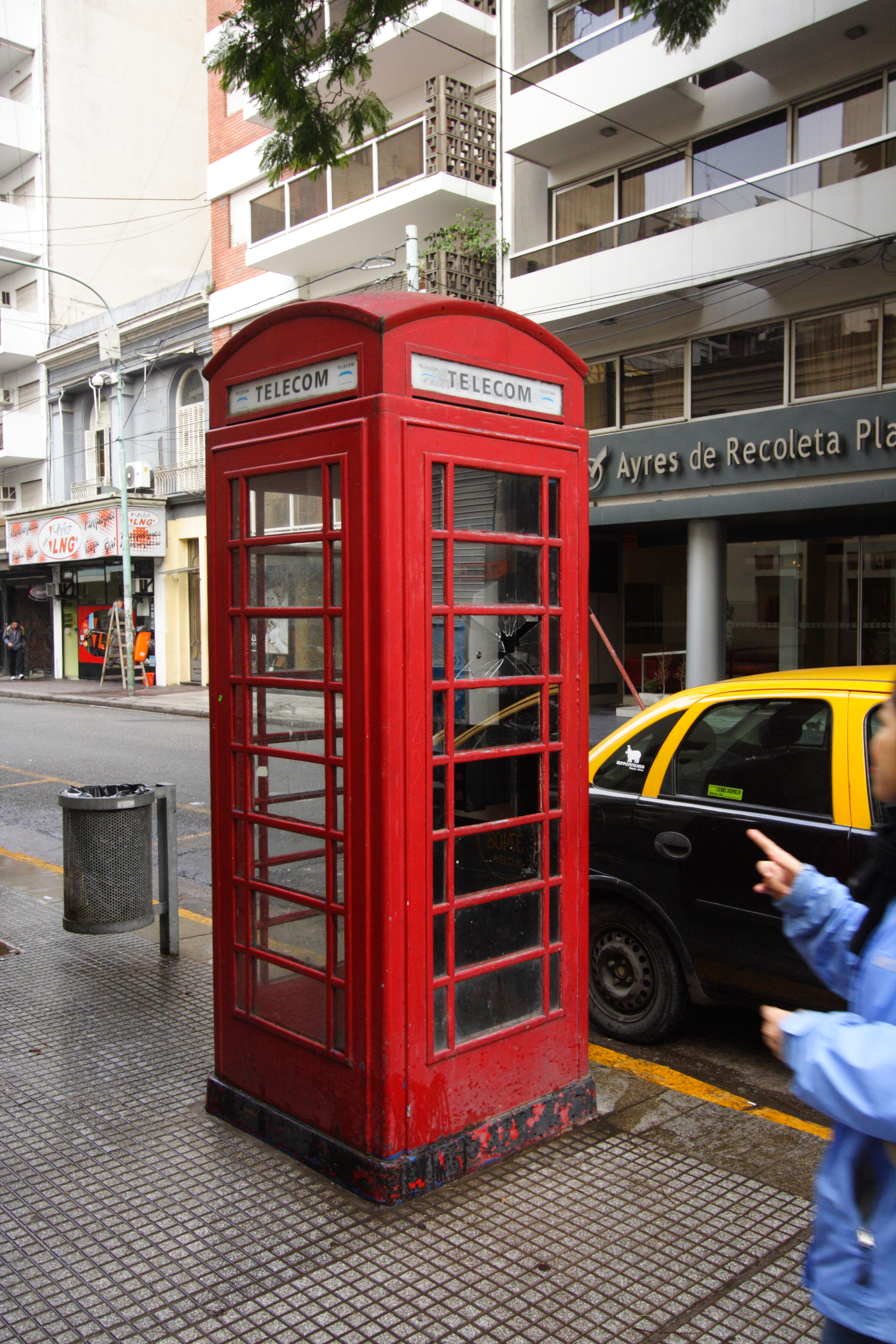
Cabina telefónica de estilo británico en Recoleta, Buenos Aires.

La comunidad británica ha dejado una gran huella en Argentina, tanto en lo social como en lo cultural, desde sus inicios, fundando sólidas instituciones, como el Hospital y el Cementerio Británico de Buenos Aires, el periódico Buenos Aires Herald, escuelas bilingües y clubes como el Buenos Aires Lawn Tennis Club, el Hurlingham Club, el Quilmes Lawn Tennis Club (1889 y uno de los fundadores de la AAT), etc. Los inmigrantes británicos impactaron fuertemente en el gusto deportivo de los argentinos a través del desarrollo del fútbol, el polo, el hockey, el rugby, el golf entre otros. Por su parte el inmigrante y educador inglés William C. Morris, fundador de escuelas, tuvo una fuerte presencia en la educación argentina.